# Liste der Biografien/Lindg
Liste der Biografien |
Portal Biografien |
Personensuche
# |
A |
B |
C |
D |
E |
F |
G |
H |
I |
J |
K |
L |
M |
N |
O |
P |
Q |
R |
S |
T |
U |
V |
W |
X |
Y |
Z |
?
 
La |
Lb |
Lc |
Le |
Lg |
Lh |
Li |
Lj |
Ll |
Lm |
Lo |
Lp |
Lt |
Lu |
Lv |
Lw |
Lx |
Ly |
Lz
 
Lia |
Lib |
Lic |
Lid |
Lie |
Lif |
Lig |
Lih |
Lii |
Lij |
Lik |
Lil |
Lim |
Lin |
Lio |
Lip |
Liq |
Lir |
Lis |
Lit |
Liu |
Liv |
Liw |
Lix |
Liy |
Liz
 
Lina |
Linb |
Linc |
Lind |
Line |
Linf |
Ling |
Linh |
Lini |
Linj |
Link |
Linl |
Linn |
Lino |
Linp |
Lins |
Lint |
Linu |
Linv |
Linw |
Linx |
Liny |
Linz
 
Linda |
Lindb |
Linde |
Lindf |
Lindg |
Lindh |
Lindi |
Lindk |
Lindl |
Lindm |
Lindn |
Lindo |
Lindp |
Lindq |
Lindr |
Linds |
Lindt |
Lindu |
Lindv |
Lindw |
Lindz
Die Liste der Biografien führt alle Personen auf, die in der deutschsprachigen Wikipedia einen Artikel haben. Dieses ist eine Teilliste mit 50 Einträgen von Personen, deren Namen mit den Buchstaben „Lindg“ beginnt.

## Lindg

### Lindge
- Lindgens, Adolf (1825–1913), deutscher Unternehmer
- Lindgens, Arthur (1899–1976), schwedischer Jurist, Unternehmer und Autor
- Lindgens, Hans-Werner (* 1949), deutscher Unternehmer
- Lindgens, Ludwig (1824–1910), deutscher Kaufmann und Unternehmer
- Lindgens, Walter Albert (1893–1978), deutscher Maler und Grafiker

### Lindgj
- Lindgjerdet, Markus (* 1993), schwedischer Unihockeyspieler

### Lindgr
- Lindgreen, Andreas (* 1998), dänischer Mittelstreckenläufer
- Lindgreen, Ole (* 1938), dänischer Jazzmusiker (Posaune)
- Lindgren, Anton (1919–2011), Schweizer Volkshochschuldirektor
- Lindgren, Astrid (1907–2002), schwedische SchriftstellerinAstrid Lindgren (1907–2002)

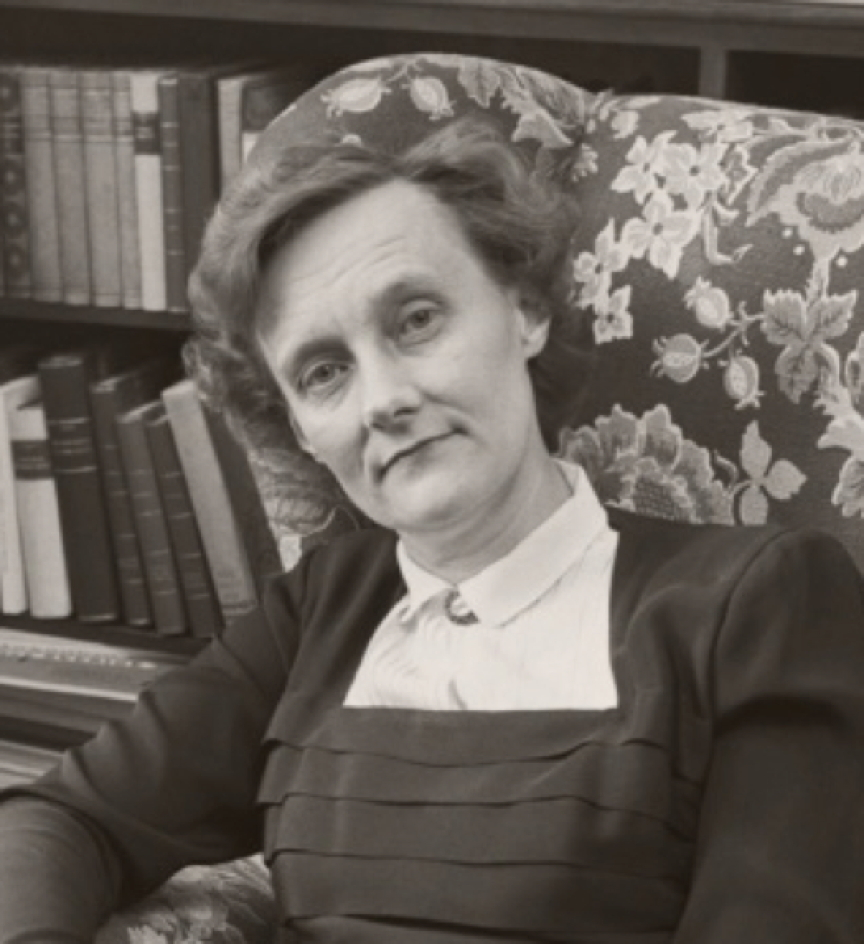
Astrid Lindgren (1907–2002)

- Lindgren, August (1883–1945), dänischer Fußballspieler
- Lindgren, Barbro (* 1937), schwedische Kinderbuchautorin
- Lindgren, Blaine (1939–2019), US-amerikanischer Hürdenläufer
- Lindgren, Bo (1927–2011), schwedischer Schachkomponist
- Lindgren, Charlie (* 1993), US-amerikanischer Eishockeytorwart
- Lindgren, David (* 1982), schwedischer Popsänger
- Lindgren, Erica (* 1978), US-amerikanische Blackjack- und Pokerspielerin
- Lindgren, Erick (* 1976), US-amerikanischer Pokerspieler
- Lindgren, George, Baron Lindgren (1900–1971), britischer Politiker (Labour), Mitglied des House of Commons
- Lindgren, Gerry (* 1946), US-amerikanischer Langstreckenläufer
- Lindgren, Gunnar, schwedischer Radrennfahrer
- Lindgren, Gustav (* 2001), schwedischer Fußballspieler
- Lindgren, Ivan (1906–1989), schwedischer Skilangläufer
- Lindgren, Jean-Gunnar (1905–1983), schwedischer Langstrecken- und Hindernisläufer
- Lindgren, Johan (* 1986), schwedischer Radrennfahrer
- Lindgren, John (1899–1990), schwedischer Skilangläufer
- Lindgren, Jouko (* 1955), finnischer Segler
- Lindgren, Kjell (* 1973), US-amerikanischer Astronaut
- Lindgren, Kurt (1937–1989), schwedischer Jazzmusiker (Kontrabass, Komposition)
- Lindgren, Lars (* 1952), schwedischer Eishockeyspieler, -trainer und -scout
- Lindgren, Lars-Magnus (1922–2004), schwedischer Regisseur und Drehbuchautor
- Lindgren, Lennart (1915–1952), schwedischer Sprinter
- Lindgren, Magnus (* 1974), schwedischer Jazz-Saxophonist, Flötist, Komponist und ArrangeurMagnus Lindgren (* 1974)

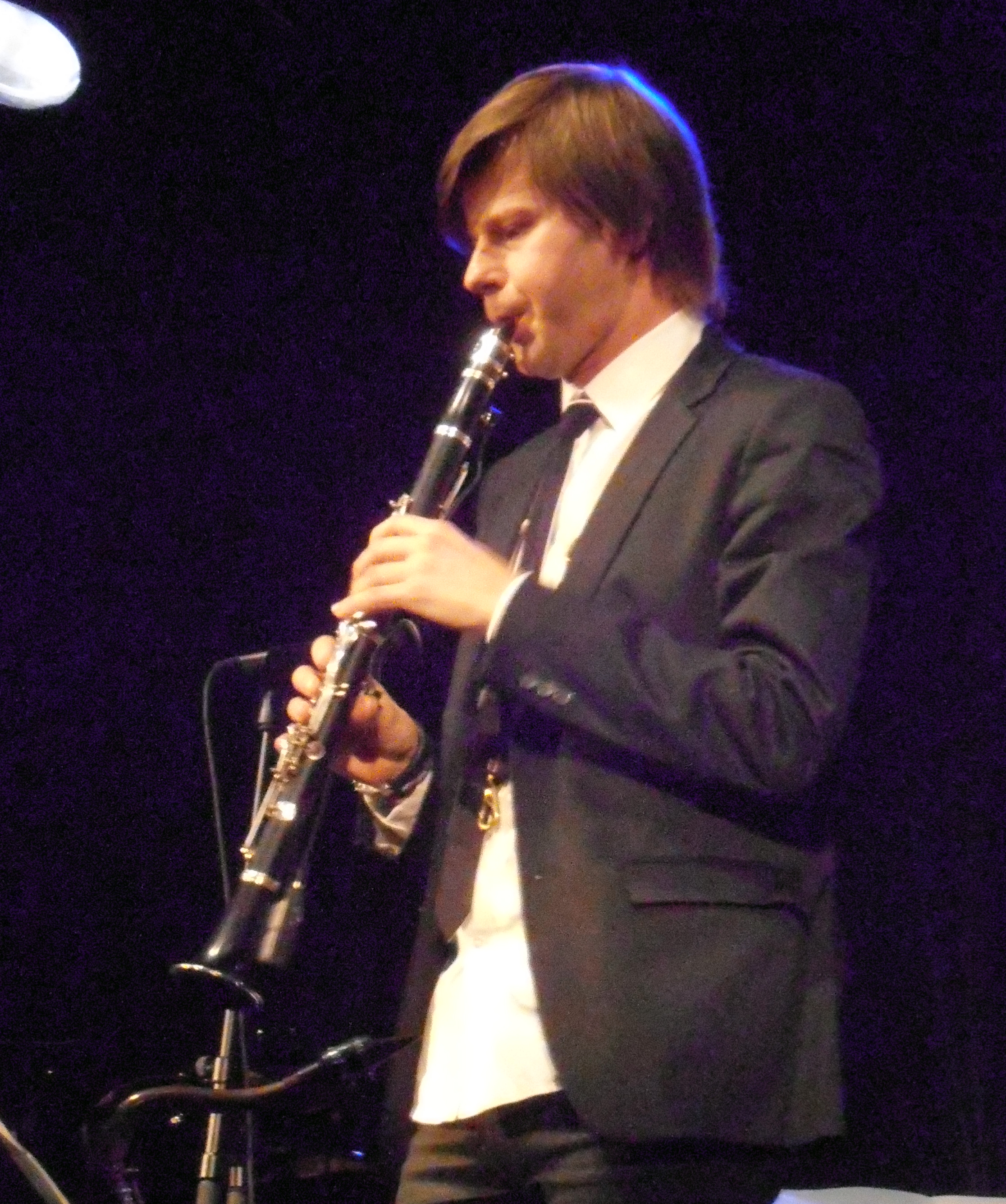
Magnus Lindgren (* 1974)

- Lindgren, Marie (* 1970), schwedische Freestyle-Skisportlerin
- Lindgren, Mats (* 1974), schwedischer Eishockeyspieler und -trainer
- Lindgren, Ola (* 1964), schwedischer Handballspieler
- Lindgren, Perttu (* 1987), finnischer Eishockeyspieler
- Lindgren, Philip (* 1994), schwedischer Schachspieler
- Lindgren, Rasmus (* 1984), schwedischer Fußballspieler
- Lindgren, Ryan (* 1998), US-amerikanischer Eishockeyspieler
- Lindgren, Ryley (* 1996), kanadischer Eishockeyspieler
- Lindgren, Sture (1898–1952), schwedischer ManagerSture Lindgren (1898–1952)

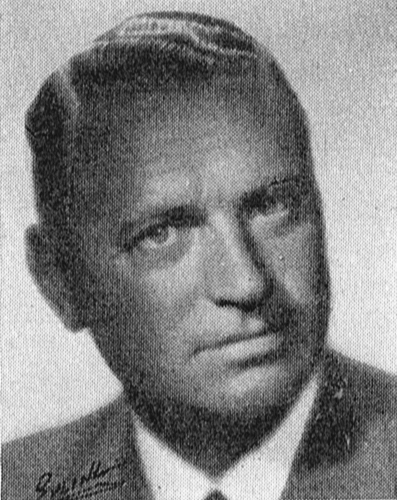
Sture Lindgren (1898–1952)

- Lindgren, Tauno (1911–1991), finnischer Radrennfahrer
- Lindgren, Thure (1921–2005), schwedischer Skispringer
- Lindgren, Torgny (1938–2017), schwedischer Schriftsteller
- Lindgren, Urban (* 1973), schwedischer Skilangläufer
- Lindgren, Uta (1941–2017), deutsche Historikerin
- Lindgren, Victor (* 2003), schwedischer Sportschütze
- Lindgrén, Vilhelm (1895–1960), finnischer Schwimmer
- Lindgren, Waldemar (1860–1939), schwedisch-amerikanischer Geologe und Mineraloge